# 1703
Năm 1703 (MDCCIII) là một năm thường bắt đầu vào thứ hai trong lịch Gregory (hoặc một năm thường bắt đầu vào thứ năm của lịch Julius chậm hơn 11 ngày). Năm 1703 của lịch Thụy Điển là một năm bắt đầu từ ngày thứ tư, một ngày trước của lịch Julius.

## Sinh
- 5 tháng 2 - Gilbert Tennent, người Ailen, nhà lãnh đạo tôn giáo (mất 1764)
- 5 tháng 3 (NS) - Vasily Kirillovich Trediakovsky, nhà thơ người Nga (mất 1768)
- 14 tháng 5 - David Brearly (mất 1785)
- 17 tháng 6 - John Wesley, sáng lập viên của Phong trào Giám Lý (mất 1791)
- 26 tháng 6 - Thomas Clap, chủ tịch đầu tiên của Đại học Yale (mất 1767)
- 2 tháng 8 - Lorenzo Ricci, lãnh đạo dòng Tên người Ý (mất 1775)
- 29 tháng 9 - François Boucher, họa sĩ người Pháp (mất 1770)
- 5 tháng 10 - Jonathan Edwards, nhà thuyết giáo người Mỹ (mất 1758)
- 28 tháng 10 - Antoine Deparcieux, nhà toán học người Pháp (mất 1768)
- 25 tháng 11 - Jean-François Séguier, nhà thiên văn học và nhà thực vật học người Pháp (mất 1784)
- 26 tháng 11 - Theophilus Cibber, diễn viên người Anh, nhà văn (mất 1758)
- 2 tháng 12 - Ferdinand Konščak, nhà thám hiểm người Croatia (mất 1759)
- Không rõ ngày:
  - Jack Broughton, (mất 1789)